# Gateway (stacja kosmiczna)

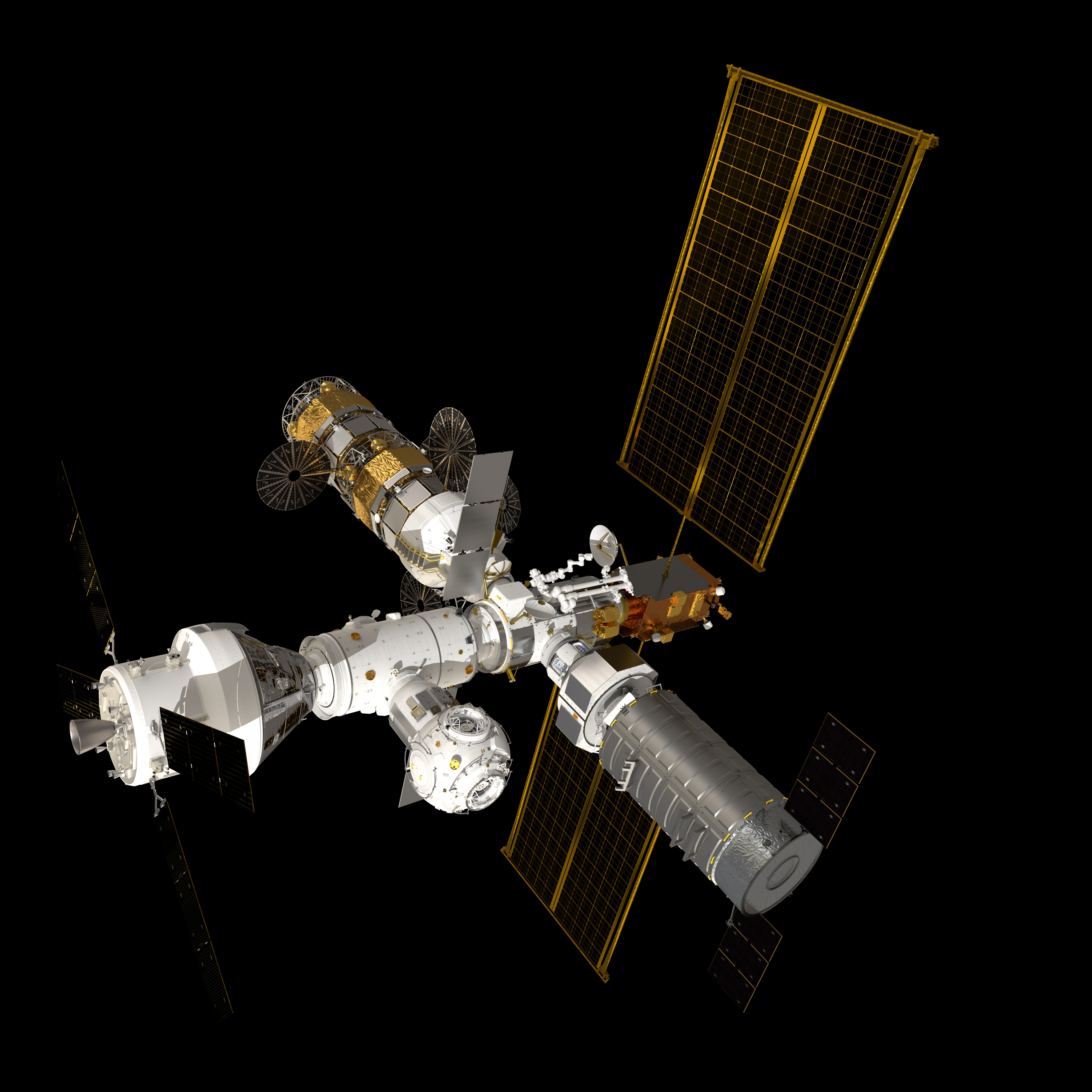
Grafika stacji Gateway (projekt z 2018 r.). Pierwszy z lewej statek Orion

Gateway (wcześniejsze nazwy: Deep Space Gateway, DSG; Lunar Orbital Platform-Gateway, LOP-G) – planowana załogowa stacja kosmiczna, która zostanie umieszczona w przestrzeni w pobliżu Księżyca (tzw. cis-lunar). Będzie ona realizowana w ramach współpracy międzynarodowej. W jej budowie będą brać udział: Stany Zjednoczone, Europa, Japonia i Kanada. Budowa stacji ma się rozpocząć jeszcze w latach 20. XXI wieku. Zaproponowano by rozpoczął z niej podróż na Marsa Deep Space Transport (DST).

## Koncepcja stacji Gateway

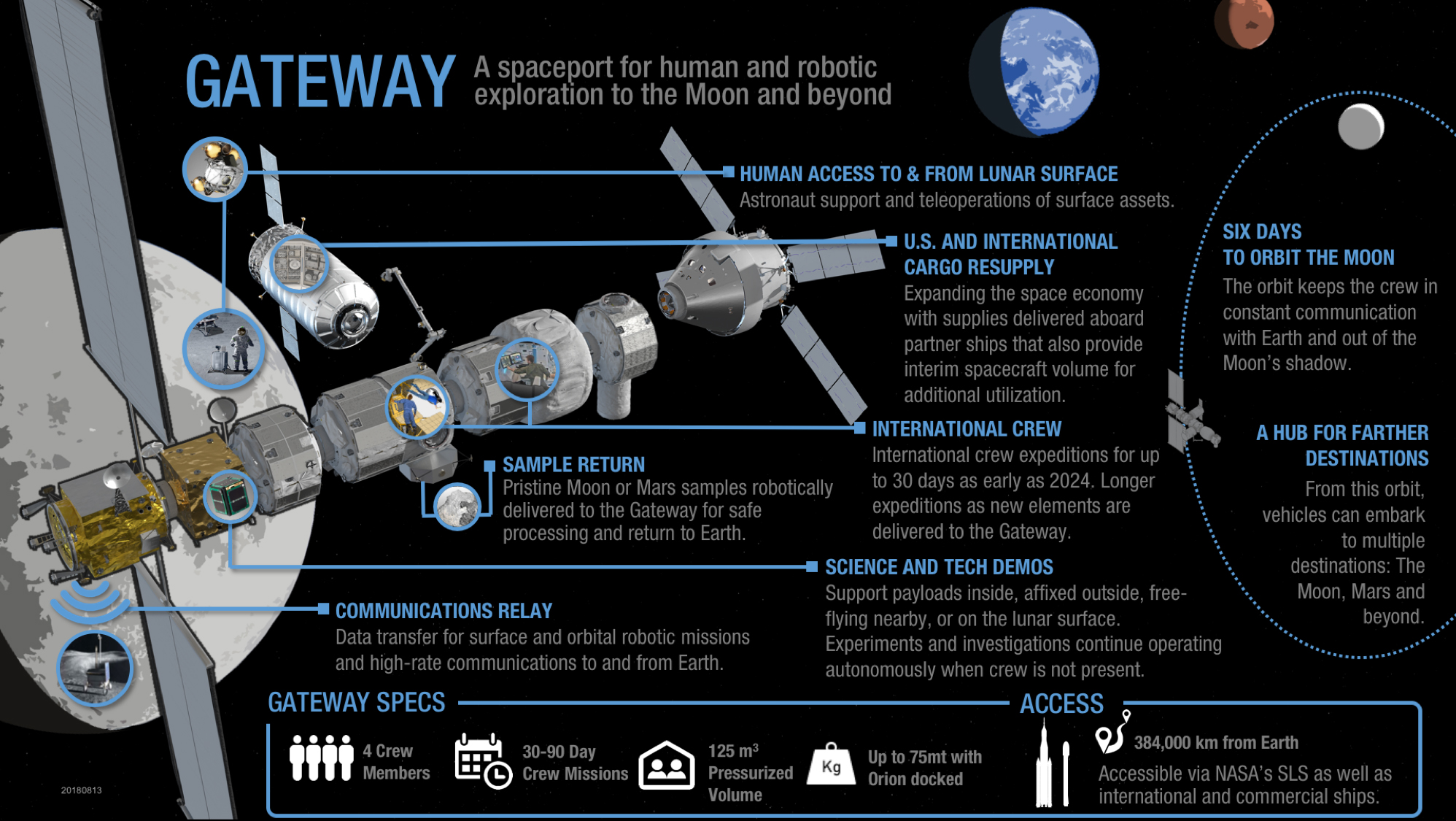
Ogólne informacje o stacji Gateway (projekt z 2018 r.)

Budowa stacji będzie opierała się na dwóch elementach transportu kosmicznego, które są obecnie realizowane w NASA: bardzo ciężka rakieta nośna Space Launch System (SLS) oraz załogowy statek Orion przystosowany do misji w daleki kosmos. Zakłada się stosowanie również innych rakiet jak i innych statków, jeśli będą spełniać wymogi techniczne odnośnie do ich osiągów.
Transport załóg na stację będzie zapewniać budowany obecnie załogowy statek kosmiczny Orion, przystosowany do lotów w głęboki kosmos. Natomiast dostawy cargo będą odbywały się za pomocą nowego statku logistycznego zbliżonego budową do amerykańsko-europejskiego Cygnusa.
Stacja zostanie umieszczona na bardzo wydłużonej orbicie wokółksiężycowej, którą określa się nazwą NRHO (near-rectilinear halo orbit) – jest to orbita przebiegająca w pobliżu punktu libracyjnego L2. Jej perycentrum będzie wynosił 1,5 tys. km, natomiast apocentrum 70 tys. km. Taka orbita umożliwia misje na powierzchnię Księżyca, a zarazem stanowi dobrą bazę przed misjami w dalsze regiony Układu Słonecznego, w tym w kierunku Marsa.
Załoga stacji Gateway będzie liczyć 4 osoby, które będą przebywać na stacji podczas misji trwających od 30 do 90 dni. Stacja będzie znacznie mniejsza od obecnej ISS i według koncepcji przedstawionej w 2017 r., zmodyfikowanej w 2018 r., będzie składała się z prawdopodobnie z siedmiu modułów. Łączna objętość hermetyzowanych pomieszczeń będzie wynosić ok. 125 m³ (ISS ok. 930 m³), a masa ok. 75 t łącznie ze statkiem Orion (ISS ok. 420 t).

## Moduły stacji

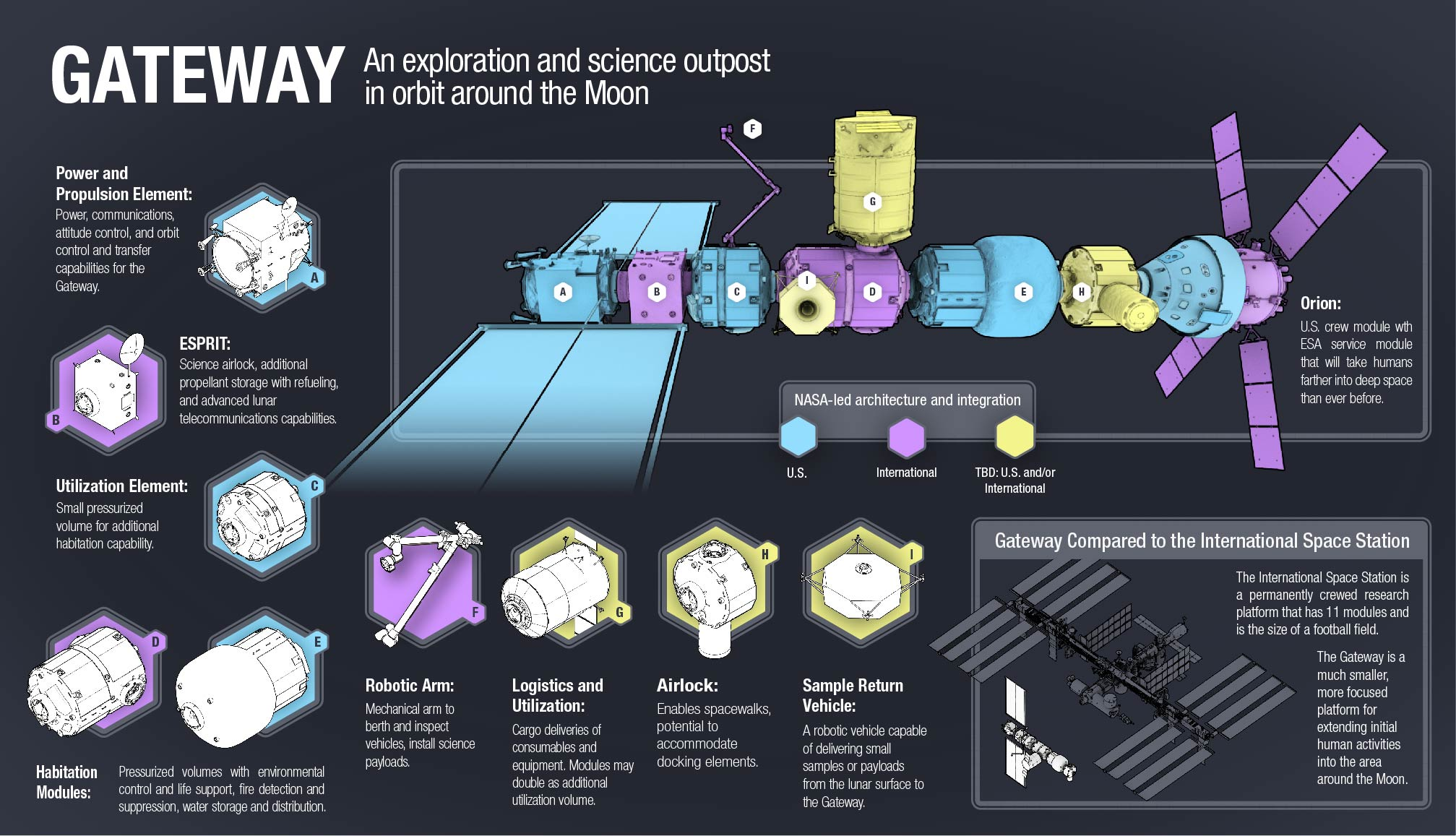
Moduły stacji Gateway (projekt z 2018 r.)

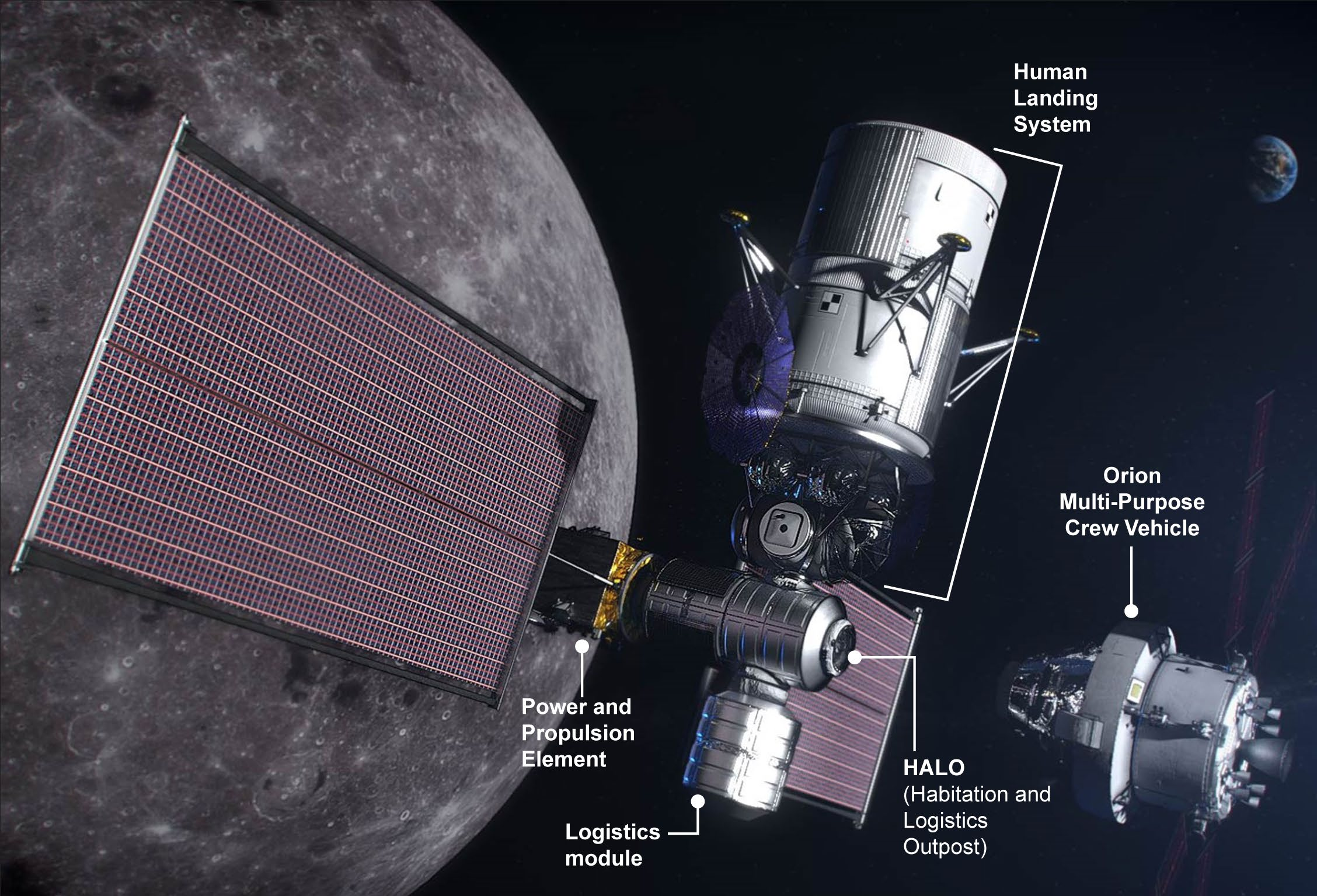
Minimalna konfiguracja stacji Gateway dla misji Artemis III (projekt z 2019 r.)

### Power and Propulsion Element (PPE)
Moduł zasilający przewidziany do zasilania stacji w energię elektryczną, zbudowany w USA na zasadzie partnerstwa publiczno-prywatnego NASA z prywatnymi przedsiębiorstwami. W maju 2019 roku NASA zawarła z firmą Maxar Technologies kontrakt wart 375 milionów dolarów na budowę tego modułu. Planowano wysłać go w 2022 r. za pomocą jednej z rakiet komercyjnych (Atlas V, Ariane 6 lub Falcon Heavy). Ostatecznie zdecydowano się zintegrować go z HALO i wysłać w ramach jednej misji rakietą Falcon Heavy, lecz nastąpi to najwcześniej w 2027.

### Habitation and Logistics Outpost (HALO)
Minimalny moduł mieszkalny (habitat), produkowany przez Northrop Grumman Innovation Systems na bazie statku kosmicznego Cygnus. Moduł HALO wraz z modułem PPE ma zostać wysłany za pomocą rakiety Falcon Heavy w 2027 roku.

### European System Providing Refuelling, Infrastructure and Telecommunication (ESPRIT)
Europejski moduł, który ma służyć do komunikacji ze statkami zbliżającymi się do stacji oraz z Ziemią, a także do zasilania PPE. Będzie budowany w Europie.

### International Habitation Module (iHAB)
W dalszej kolejności do Gateway zostanie dołączony habitat zbudowany przez międzynarodowych partnerów projektu przeznaczony do przebywania w nim załogi podczas pobytów na stacji. Moduł powstanie w wyniku współpracy ESA i Japonii. 

### Logistic Module
NASA planuje ponadto dołączenie do stacji przynajmniej jednego modułu logistycznego, który poza dostarczeniem zaopatrzenia będzie mógł być wykorzystany do celów badawczych oraz komercyjnych. Będzie on zbliżony budową do wielofunkcyjnych modułów logistycznych (MPLM) stosowanych na ISS. Dodatkowo pierwszy moduł logistyczny wysłany będzie wraz z robotycznym ramieniem zbudowanym przez Kanadyjską Agencję Kosmiczną. 

### Airlock Module
Śluza powietrzna umożliwiająca astronautom wyjścia w otwarty kosmos (EVA).

### Sample Return Vehicle (SRV)
Będzie to niewielki, bezzałogowy lądownik, który będzie mógł realizować misje na powierzchnię Księżyca celem pobrania próbek oraz dostarczenia ich na stację.

## Budowa stacji
Montaż Gateway w przestrzeni kosmicznej rozpocznie się w 2027 r., jednak prace nad poszczególnymi elementami stacji już trwają. Montaż będzie oparty na budowanej rakiecie SLS oraz statku załogowym Orion.
| Moduł     | Rok  | Wykonawca   | Rakieta      | Misja     | Uwagi                   |
| --------- | ---- | ----------- | ------------ | --------- | ----------------------- |
| PPE, HALO | 2027 | USA         | Falcon Heavy |           | Zintegrowane oba moduły |
| iHAB      | 2028 | ESA/Japonia | SLS          | Artemis 4 | –                       |
| ESPRIT    | 2030 | ESA         | SLS          | Artemis 5 | –                       |
| Airlock   | 2031 | międzynar.  | SLS          | Artemis 6 | –                       |

## Anulowanie stacji
2 maja 2025 roku administracja Trumpa opublikowała projekt budżetu na rok 2026, który zakłada zakończenie programu Gateway i potencjalne wykorzystanie już wyprodukowanych komponentów w innych misjach.